# Tweekleurige parelmoervlinder
De tweekleurige parelmoervlinder (Melitaea didyma) is een vlinder uit de familie Nymphalidae (vossen, parelmoervlinders en weerschijnvlinders). De wetenschappelijke naam van de soort is, als Papilio didyma, in 1777 door Eugen Johann Christoph Esper gepubliceerd.

## Kenmerken
De spanwijdte van de vlinder bedraagt tussen de 35 en 50 millimeter.
Hoewel het patroon van de vleugels zeer gevarieerd is heeft het oranje van de mannelijke exemplaren vaak een donkerdere tint dan het oranje van de vrouwtjes. De onderzijde van de vleugels is daarentegen meer constant waardoor de vlinder toch goed te determineren is.

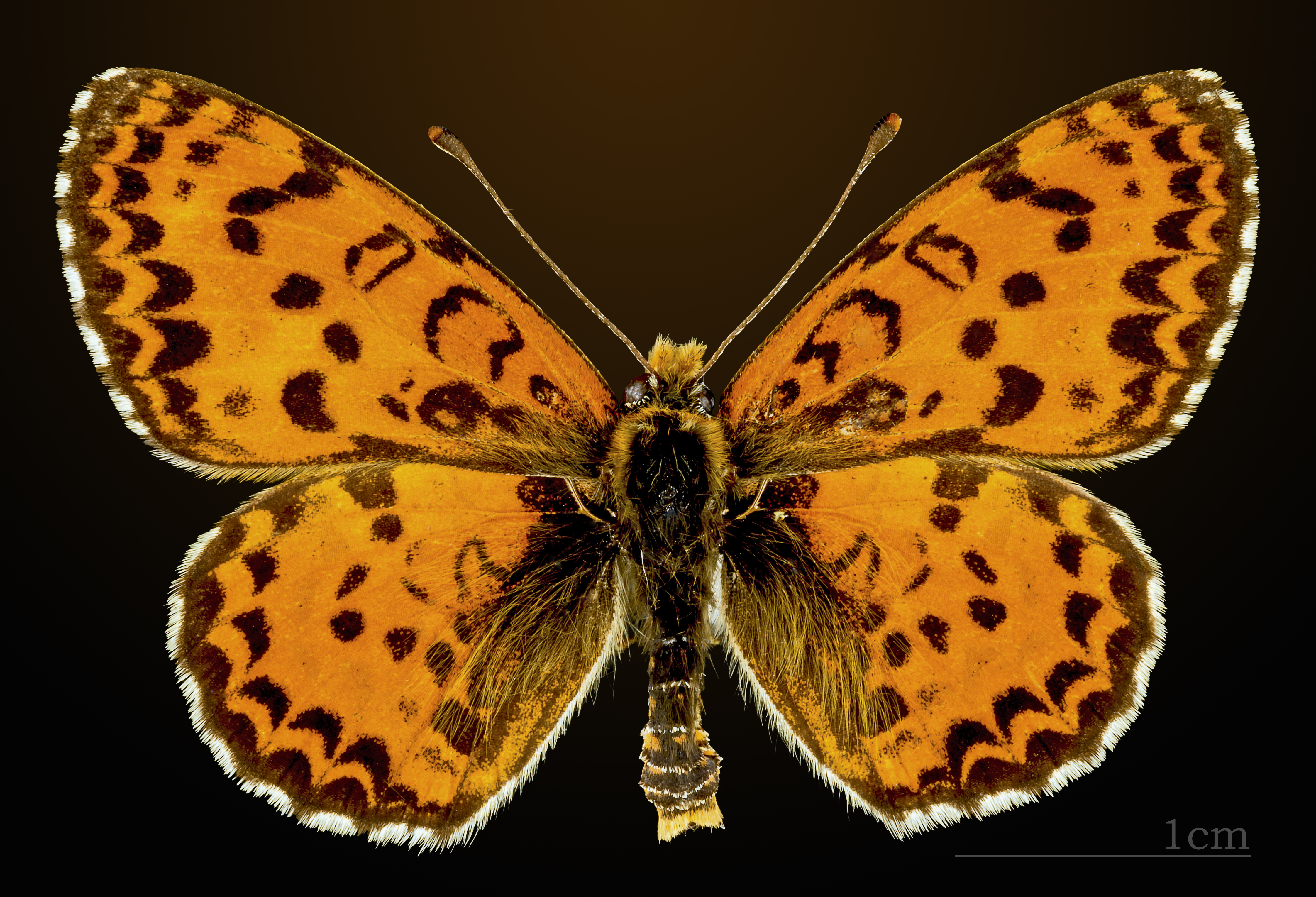
Melitaea didyma didyma ♂
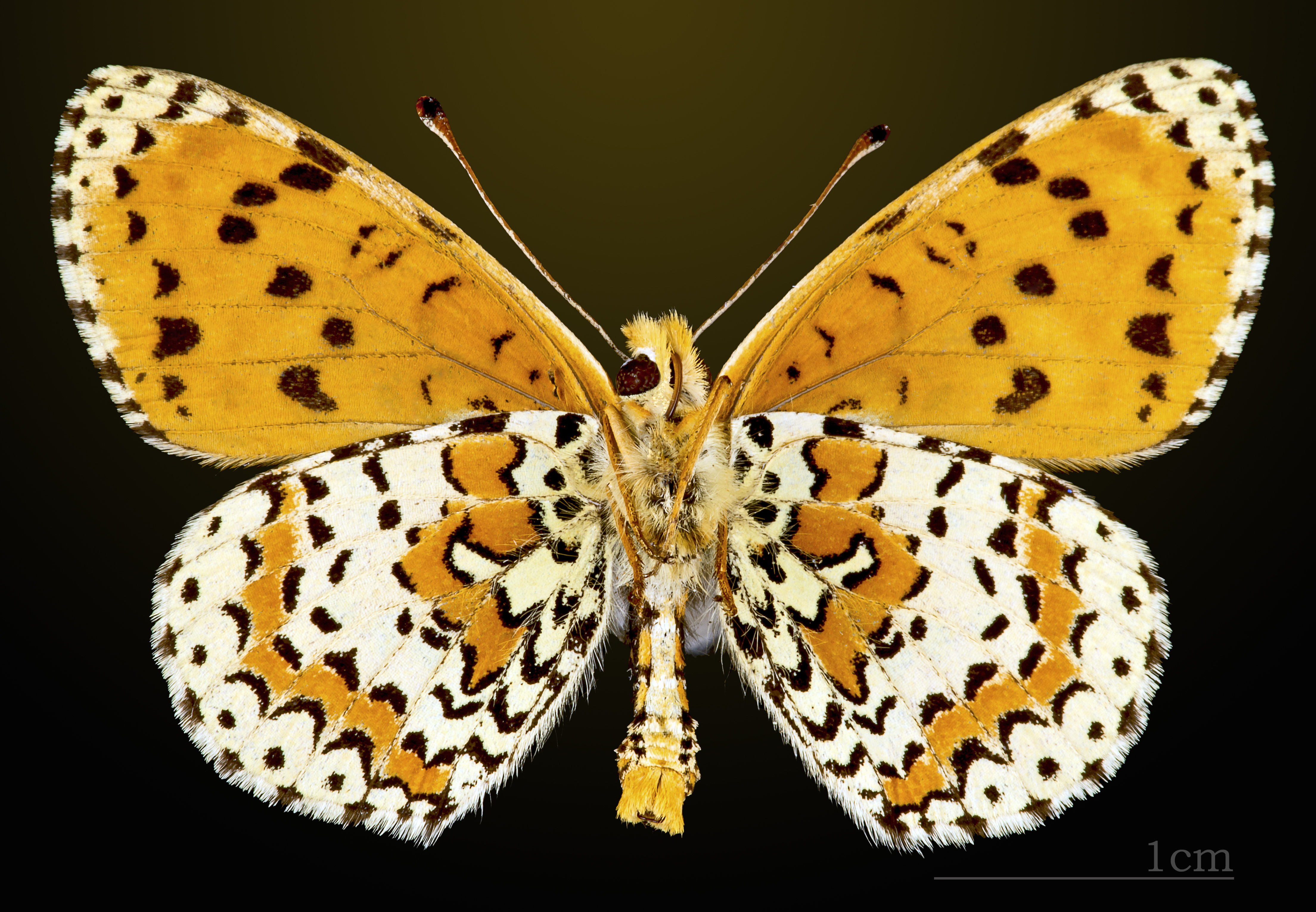
Melitaea didyma didyma ♂   △
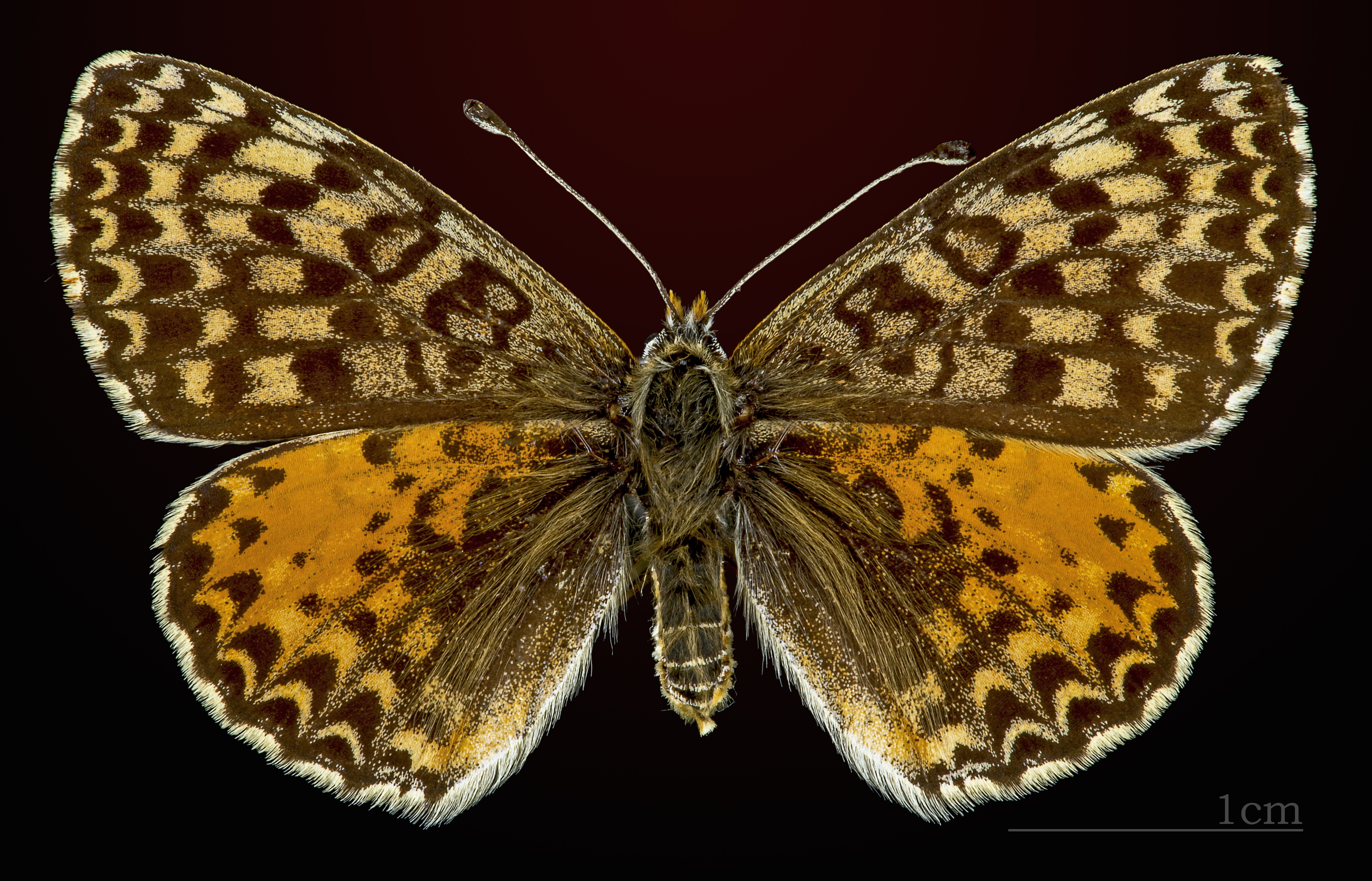
Melitaea didyma didyma ♂
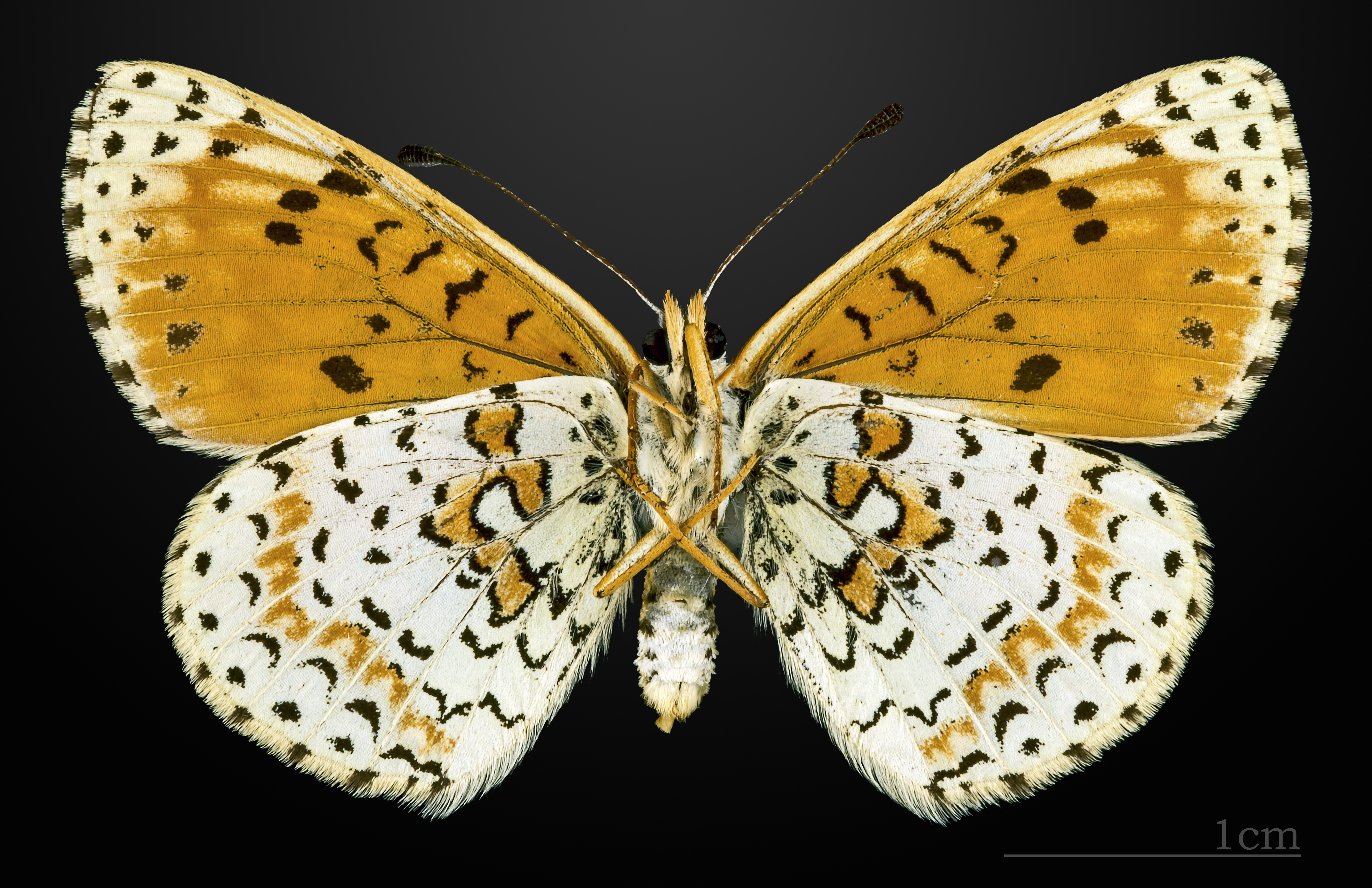
Melitaea didyma didyma ♂   △

### Ondersoorten
- Melitaea didyma didyma (Esper 1778)
- Melitaea didyma ambra Higgins, 1941
- Melitaea didyma elavar Fruhstorfer, 1917
- Melitaea didyma kirgisica Bryk, 1940
- Melitaea didyma neera Fischer de Waldheim, 1840
- Melitaea didyma occidentalis Staudinger, 1861
- Melitaea didyma turkestanica Sheljuzhko, 1929

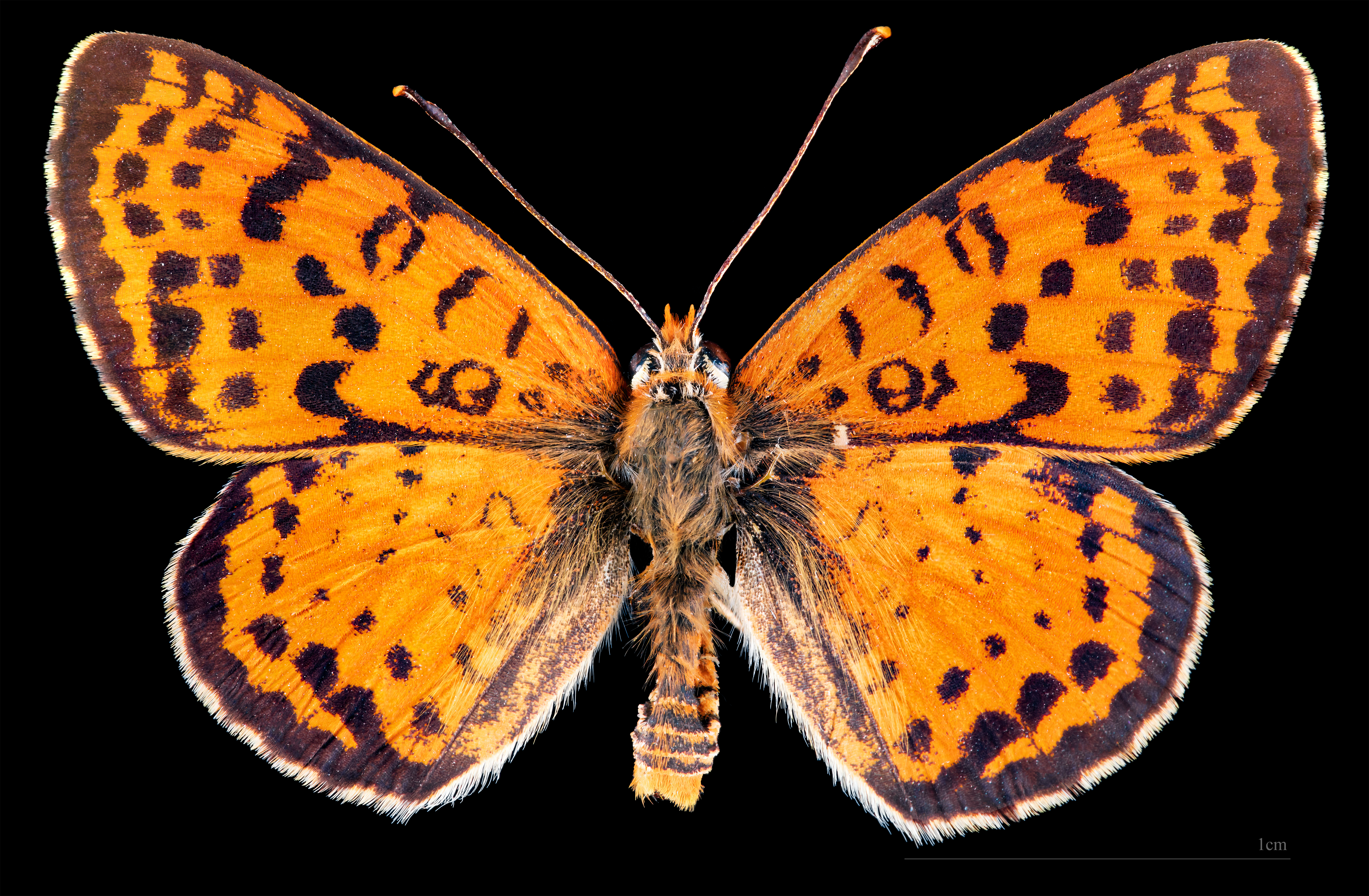
Melitaea didyma occidentalis ♂
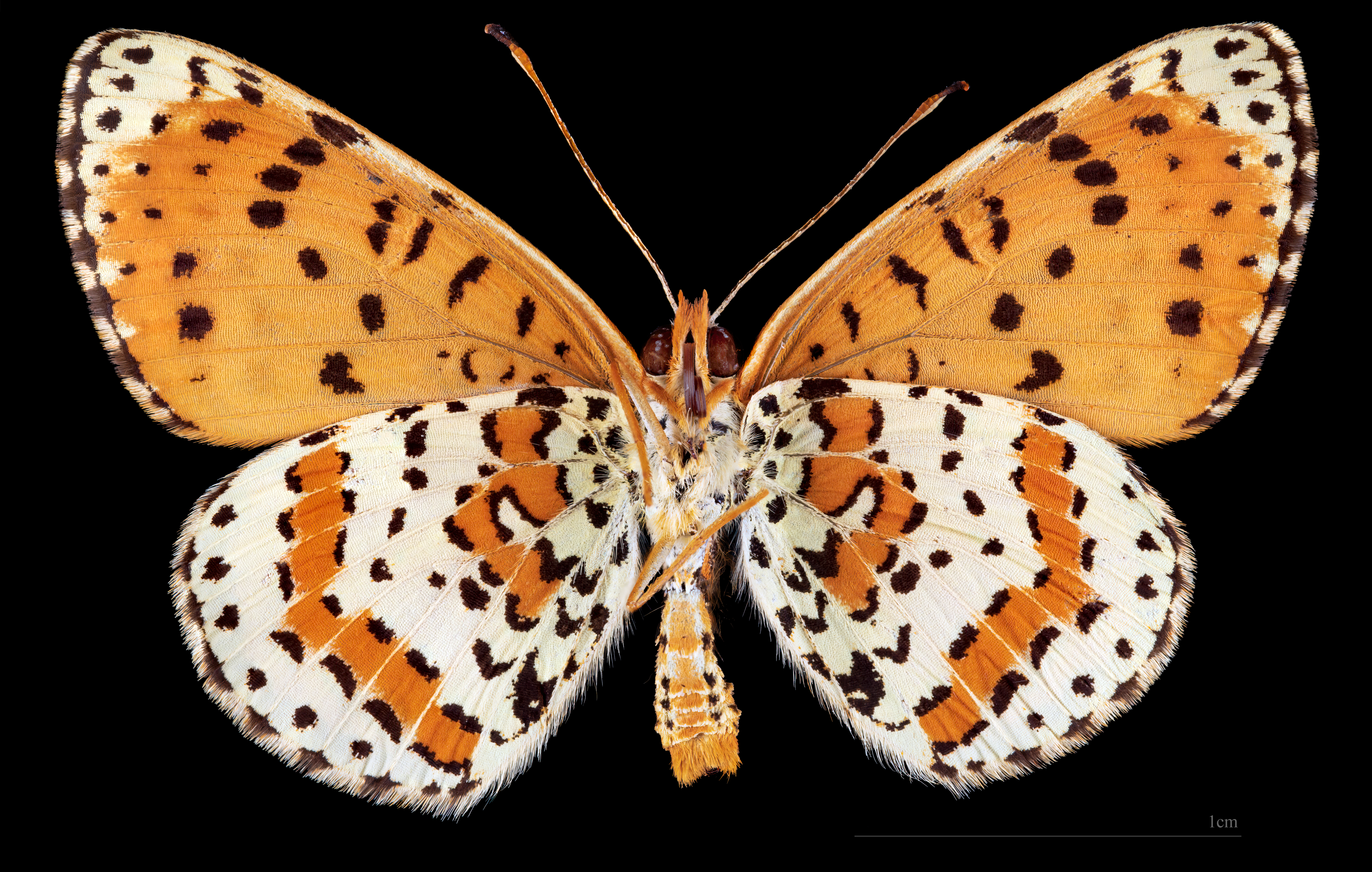
Melitaea didyma occidentalis ♂  △
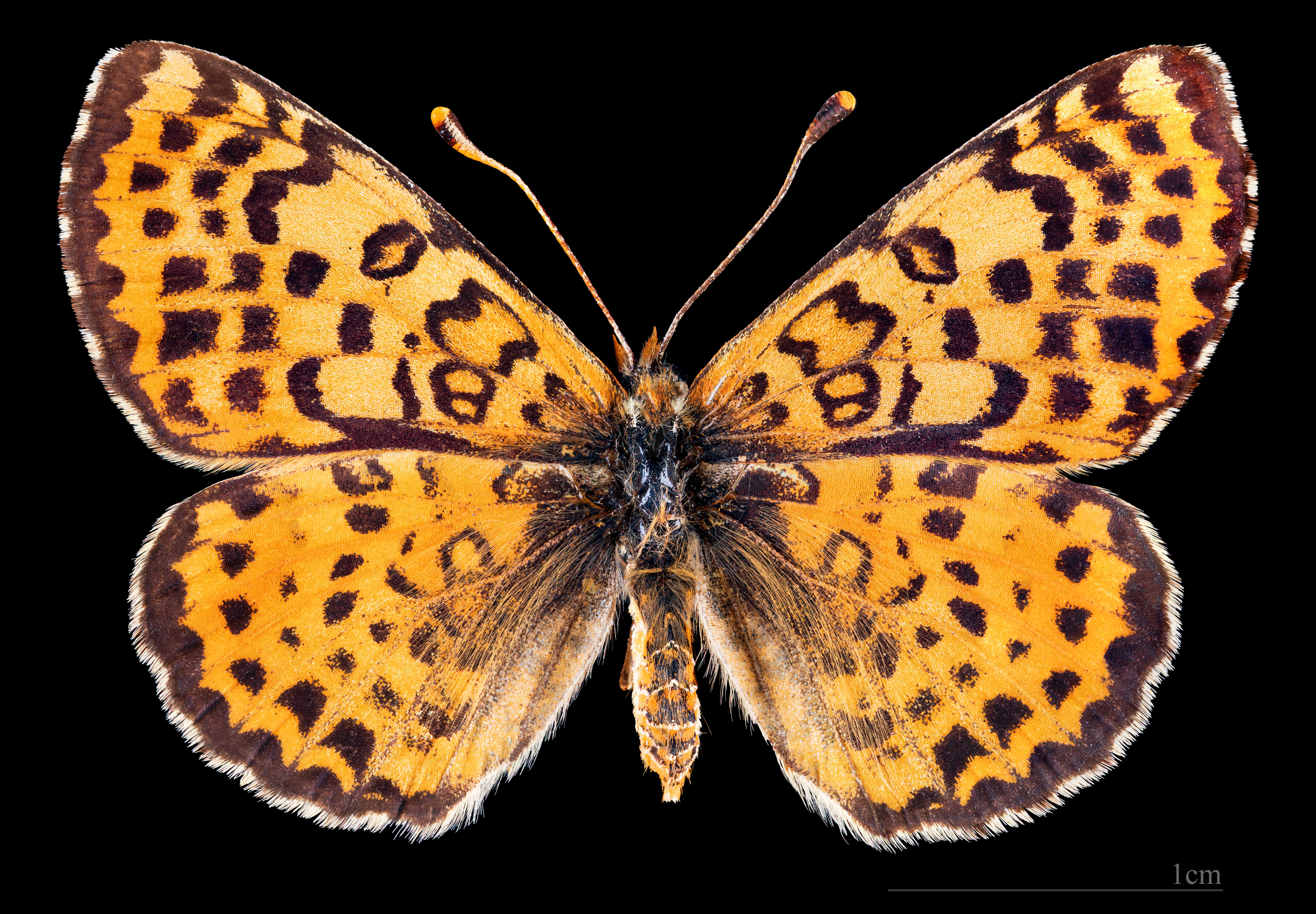
Melitaea didyma occidentalis ♀
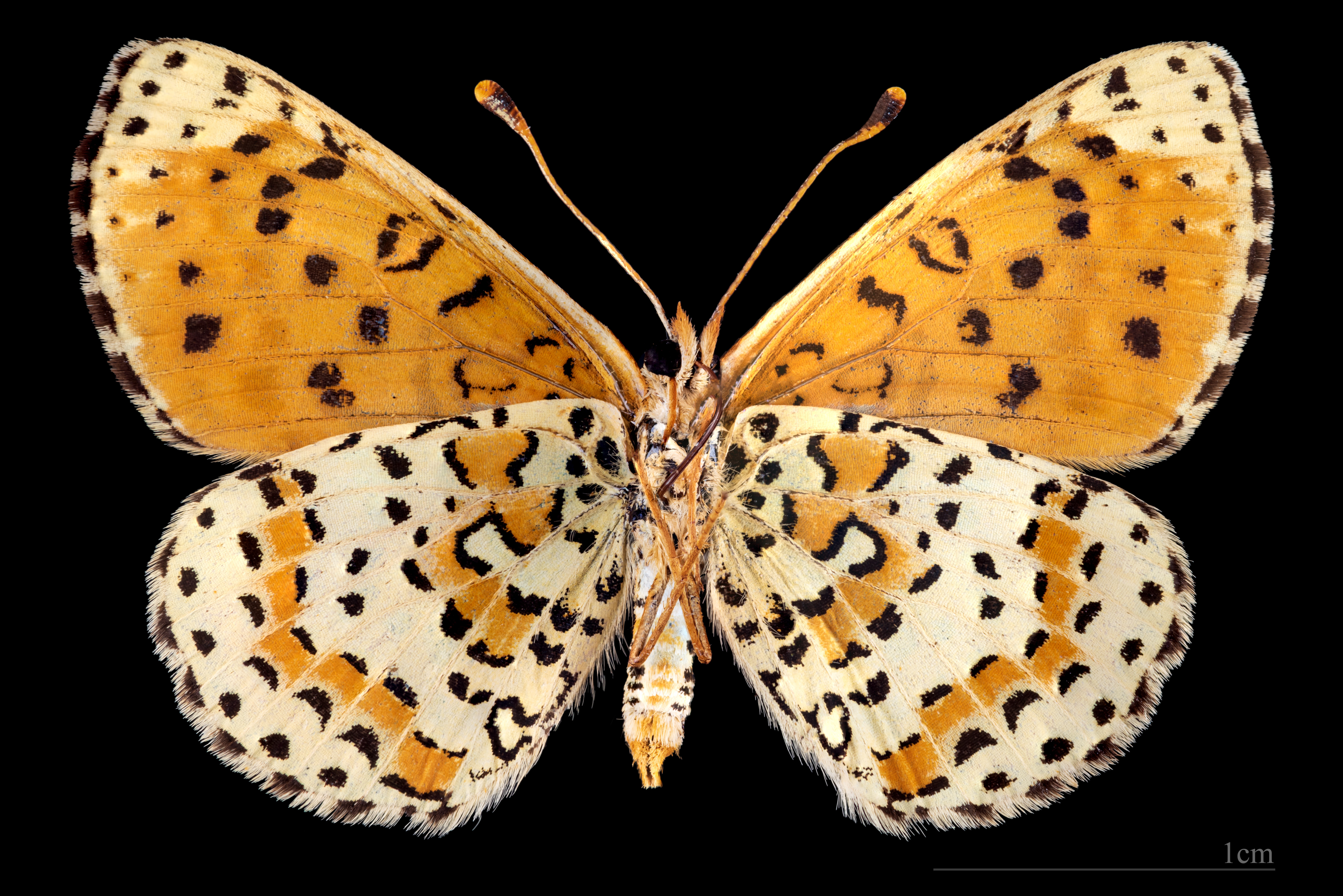
Melitaea didyma occidentalis ♀ △

## Verspreiding en leefgebied
Het is een soort die niet bedreigd is in Centraal- en Zuid-Europa maar in Nederland en België slechts als dwaalgast wordt aangetroffen. De vlinder heeft een voorkeur voor droge zure graslanden en droog kalkgrasland. Hij komt ook voor van noordelijk Afrika tot Centraal-Azië.
Tijdens de vliegtijd, van april tot en met september, kunnen maximaal drie generaties tot ontwikkeling komen. 

## Waardplanten
Veel verschillende plantensoorten worden door de vlinder als waardplant gebruikt. Voorbeelden hiervan zijn vlasleeuwenbek, smalle weegbree, ereprijs, knoopkruid en vingerhoedskruid.

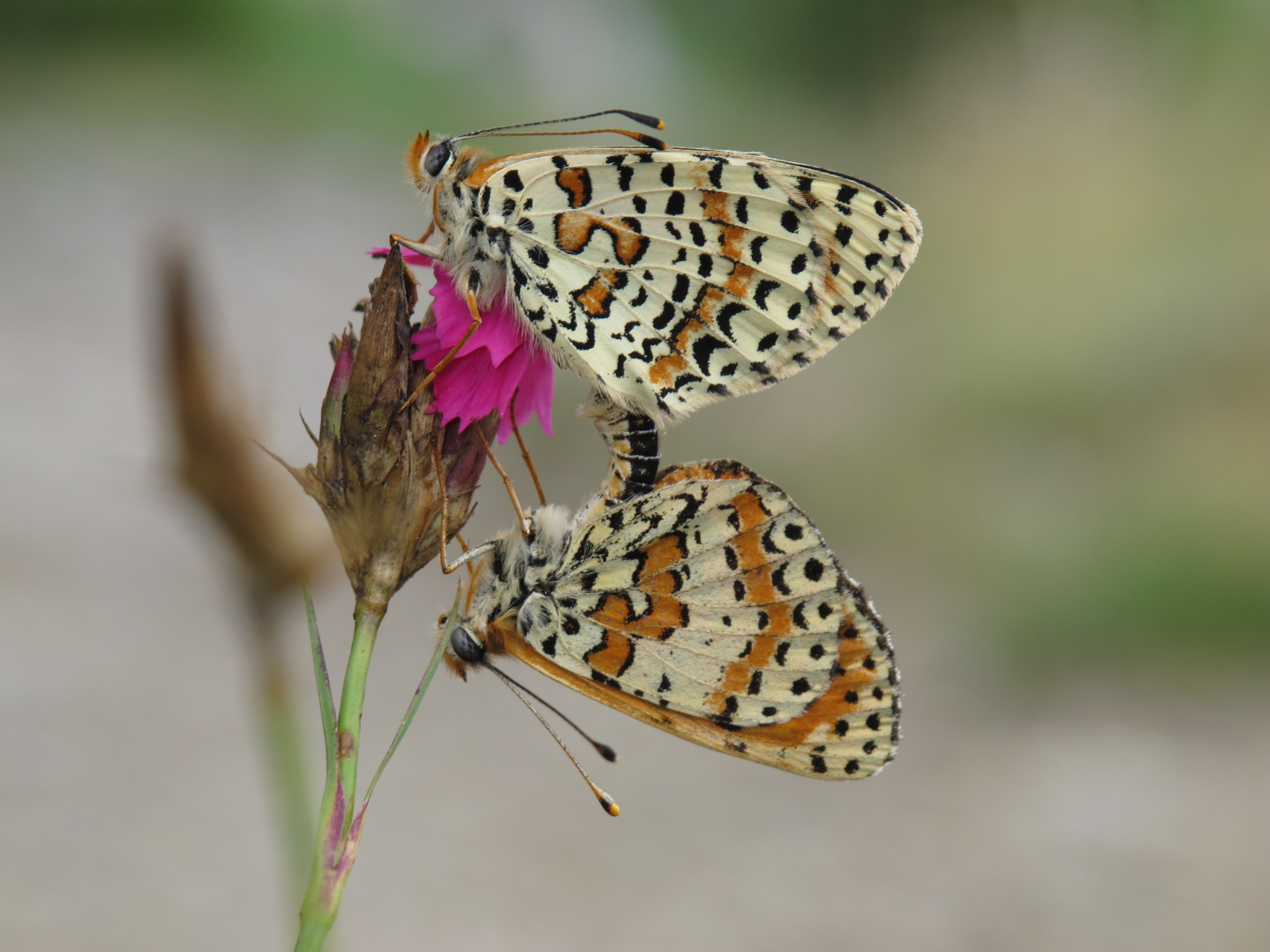
Paring
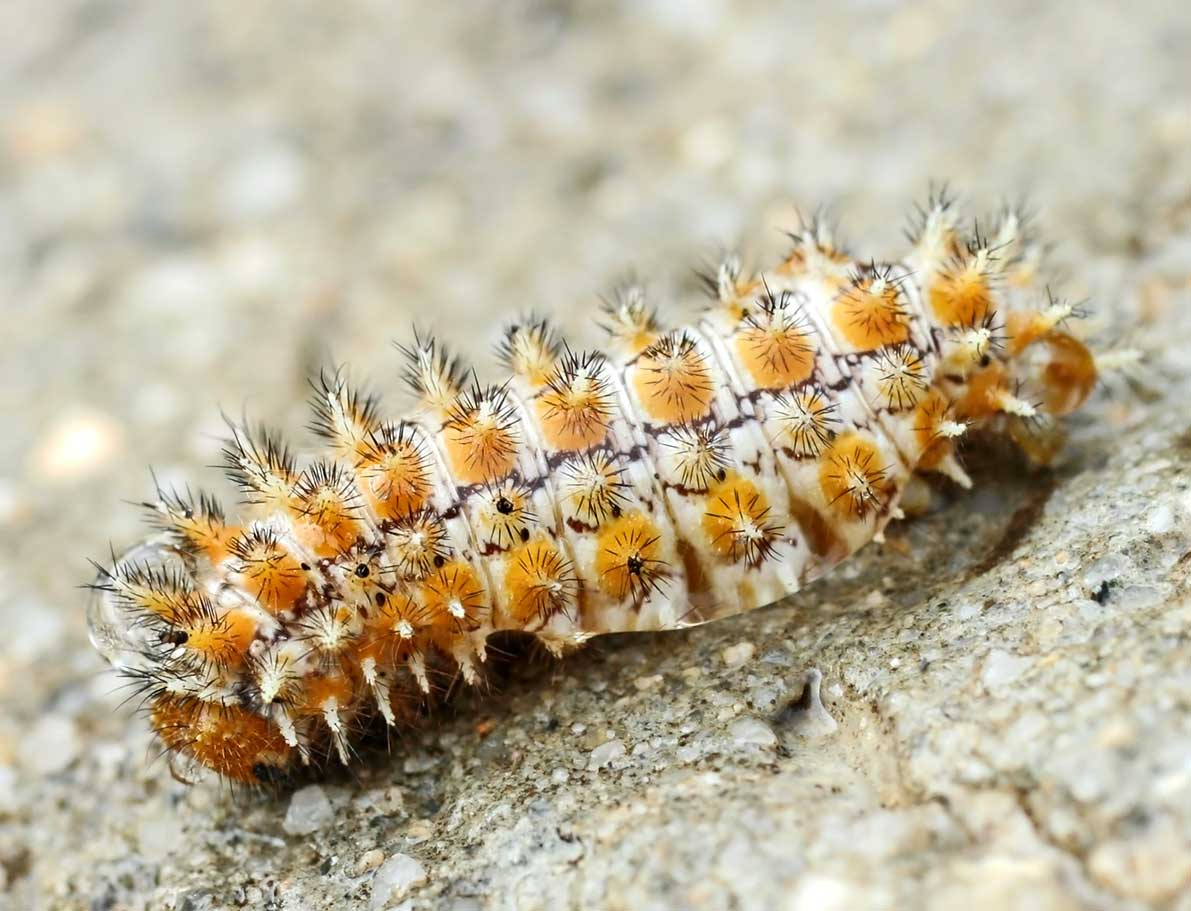
Rups
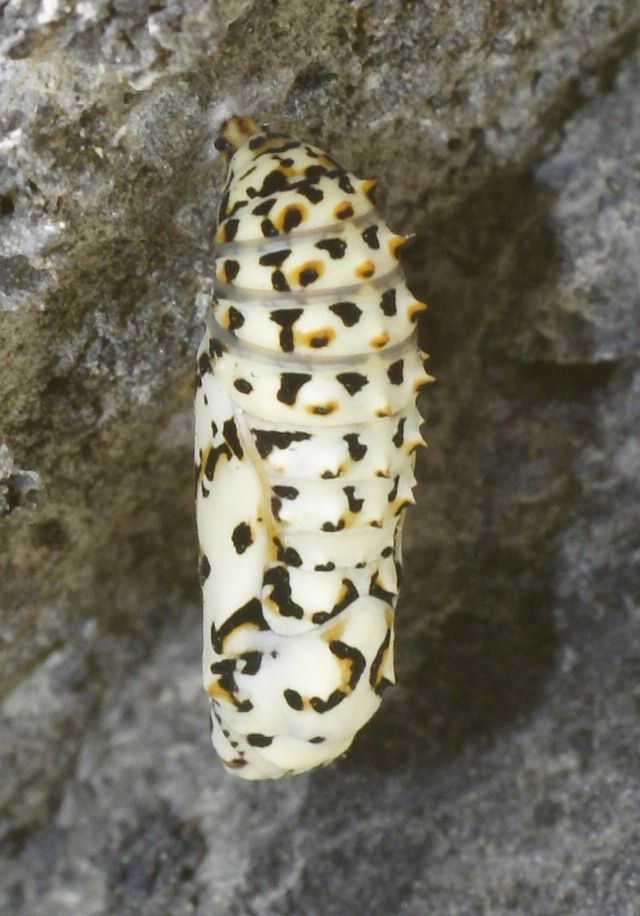
Pop